# Nelson Piquet

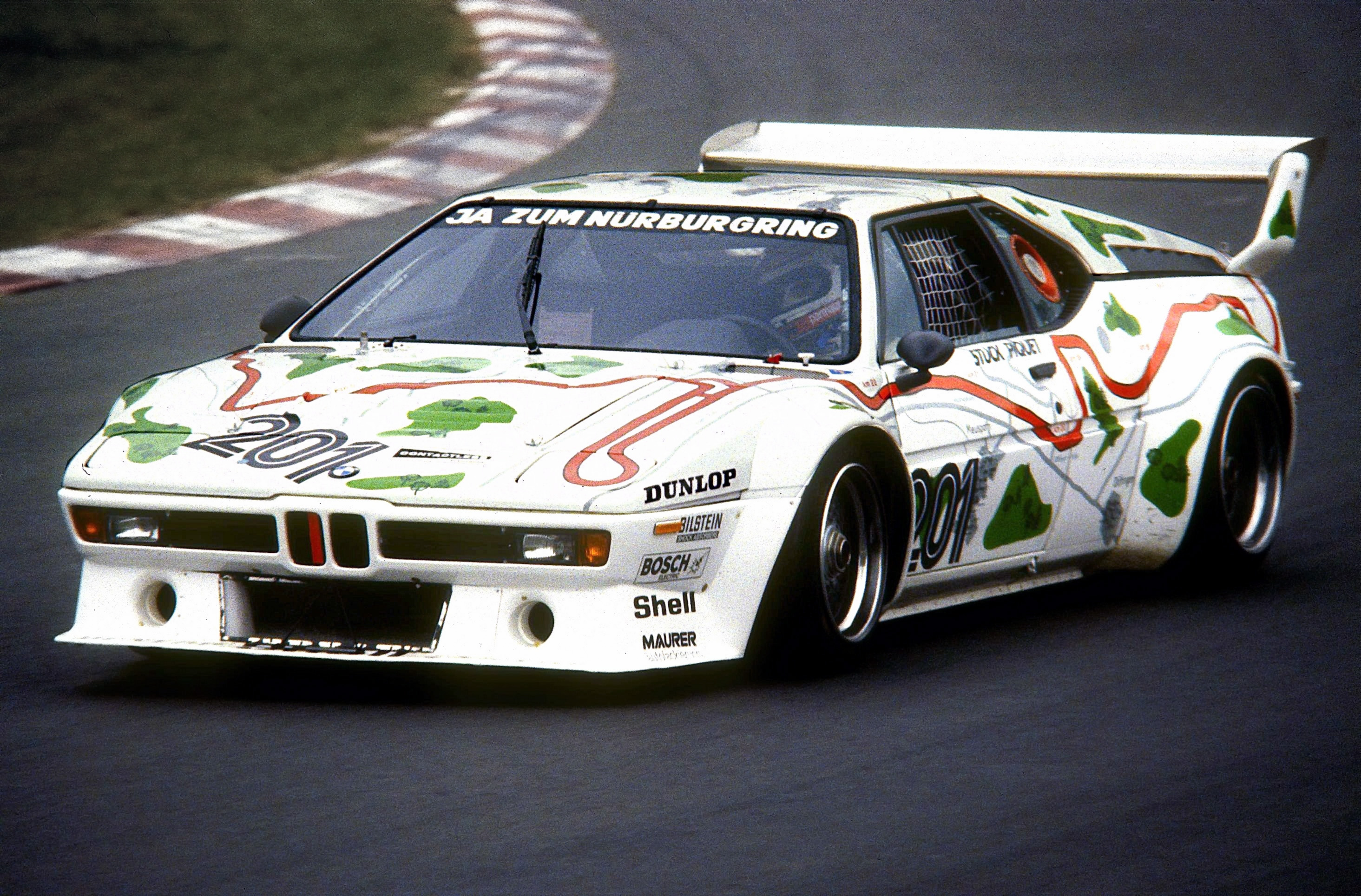
Piquet im BMW M1, 1980

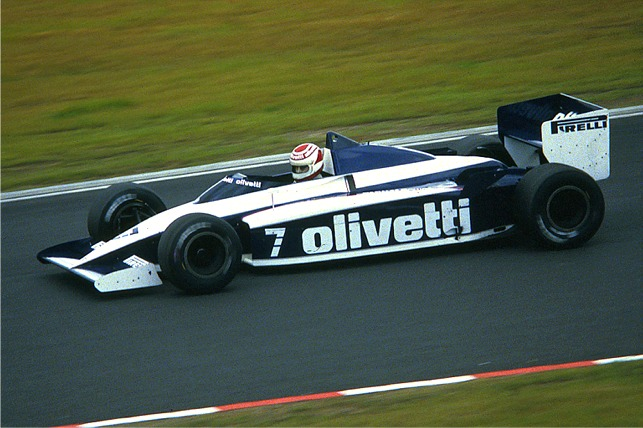
Nelson Piquet beim Training zum Großen Preis von Deutschland auf Brabham-BMW. Nürburgring am 2. August 1985

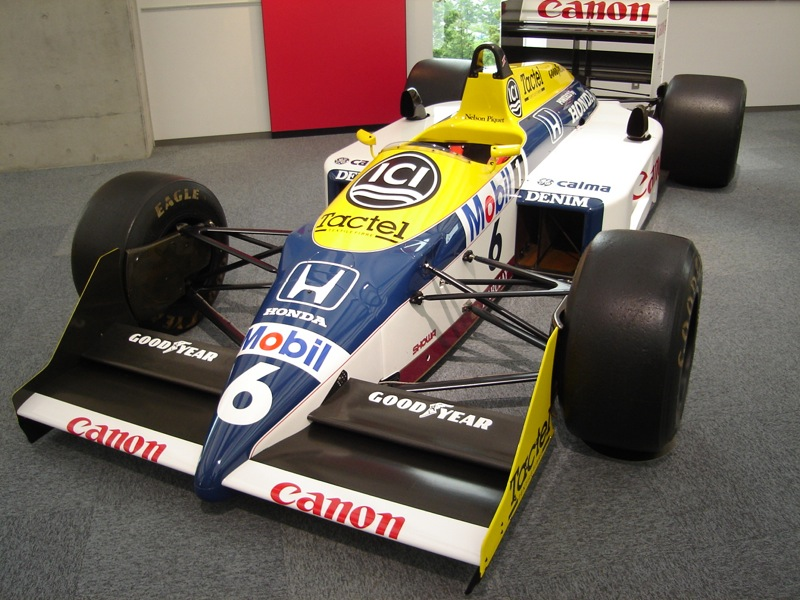
Piquets Williams FW11B Honda Turbo von 1987

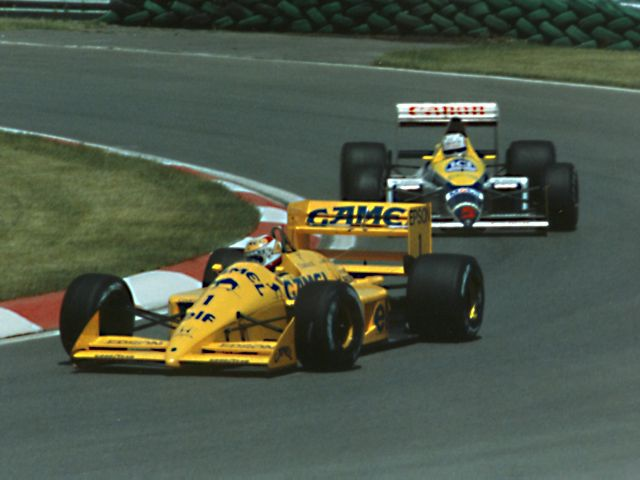
Nelson Piquet als amtierender Weltmeister auf Lotus-Honda vor seinem ehemaligen Teamkollegen Nigel Mansell auf Williams-Judd. Montreal, am 12. Juni 1988

Nelson Fredo Piquet Sotto Maior (bekannt als Nelson Piquet, nach dem Geburtsnamen seiner Mutter; * 17. August 1952 in Rio de Janeiro) ist ein brasilianischer Automobilrennfahrer. Zwischen 1978 und 1991 startete er bei 204 Grand-Prix-Rennen in der Formel 1 und wurde dreimal Weltmeister.
Bekannt wurde Piquet vor allem als erster Weltmeister der Formel 1, der den Titel mit einem Turbomotor gewonnen hatte (1983 mit BMW), sowie durch seine teils extrem extrovertierte Art, mit der er seine Gegner in der Öffentlichkeit oftmals bloßzustellen versuchte. Piquets Sohn Nelson Angelo startete in den Jahren 2008 und 2009 ebenfalls in der Formel 1.

## Karrierebeginn
Nelson Piquet startete eine klassische Formel-1-Karriere. Bereits im Alter von zwölf Jahren fuhr er Kart in einer regionalen Serie. Dabei wurde Piquet von seinen Eltern, die den Sport nur für ein Hobby hielten, finanziell unterstützt. Nach anfänglicher Schwäche wurde er 1968 Dritter der brasilianischen Meisterschaft. Dennoch widmete er sich weiterhin aufmerksam der Schule und machte 1970 das Abitur. 1971 wurde er brasilianischer Meister; 1972 erhielt er einen Vertrag in der Formel Super Vee, bei der er sich regelmäßig unter den Top Ten behauptete. 1977 fuhr er in der italienischen Formel-3-Meisterschaft und gewann bereits im ersten Jahr zwei Rennen. 1978 startete er in der britischen Formel 3, die er als Meister beendete. Piquets Formel-1-Karriere begann noch im selben Jahr bei Ensign und BS Fabrications.

## Die Jahre bei Brabham
1979 wurde er Teamkollege von Niki Lauda bei Brabham, der ihn als einen „kommenden Weltmeister“ bezeichnete. Nach Laudas Rücktritt wurde Piquet zur neuen Nummer 1 bei Brabham und entwickelte in den folgenden Jahren ein enges Arbeitsverhältnis zum Konstrukteur Gordon Murray. 1980 wurde er Vize-Weltmeister hinter dem Australier Alan Jones. Dieser und Piquet pflegten bis zu Jones’ Rücktritt eine intensive Rivalität, nachdem sich beide in Montreal 1980 berührt hatten. 1981 kollidierten beide erneut im belgischen Zolder. Piquet wurde im letzten Rennen in Las Vegas im Duell mit Carlos Reutemann zum ersten Mal Weltmeister, wobei er auch von der fehlenden Stallorder im Williams-Team und der daraus resultierenden Konkurrenz zwischen Jones und Reutemann profitierte. Ab 1982 fuhr er mit dem neuen BMW-Turbomotor, bei dessen Entwicklung er als Testfahrer eine maßgebliche Rolle spielte. Der komplette Saisonverlauf 1982 war jedoch durch die Unzuverlässigkeit des Motors geprägt. Piquet gewann zunächst sein Heimrennen in Rio de Janeiro; auf dem Siegerpodest brach er infolge der hohen Belastung ohnmächtig zusammen. Nach einem Protest von Renault und Ferrari gegen an den Autos angebrachte Wassertanks wurde ihm der Sieg allerdings aberkannt. Er siegte zudem beim Großen Preis von Kanada. In Detroit erlebte Piquet einen Tiefpunkt, als er sich, bedingt durch Probleme mit dem Motor, nicht für das Rennen qualifizierte. Nach dem tödlichen Unfall von Gilles Villeneuve in Zolder galt Piquet weithin als bester Fahrer in der Formel 1. 1983 führte die Kombination Brabham-BMW-Piquet zum ersten WM-Titel mit einem Turbomotor. Im letzten Rennen in Südafrika überholte er noch den nach Punkten lange führenden Alain Prost im Renault, dem Pionier in der Turbotechnik.
Während der Wintertests im südafrikanischen Kyalami zeigten Piquet und Brabham-BMW erneut vielversprechende Leistungen und galten deshalb als Favoriten für die Formel-1-Weltmeisterschaft 1984; weithin wurde aufgrund der neuen Tankbegrenzung auf 220 Liter der 4-Zylinder-Turbomotor von BMW als derjenige Motor ausgemacht, der die neuen Anforderungen am besten erfüllen würde. Jedoch scheiterte Piquet im Brabham BT53 mit der Titelverteidigung angesichts der Dominanz des McLaren-Teams, das 12 von 16 Rennen gewann; Piquet errang im erneut schnellen Brabham zwar neunmal die Pole-Position und schloss damit zu Ronnie Peterson und Niki Lauda auf, die sich diesen Rekord teilten, gewann jedoch nur zwei Rennen und hatte wiederum mit einer Ausfallserie zu kämpfen. Bis Ende 1985 blieb der teamintern äußerst beliebte Piquet dennoch Brabham treu. Er galt den Medien in dieser Zeit als Fixstern, der – wie Jim Clark für Lotus in den 1960er Jahren – ewig bei Brabham fahren würde. Die Saison 1985 geriet ebenfalls zur Enttäuschung; der Brabham BT54 hatte zwar immer noch einen Leistungsvorteil dank des BMW-Motors, das Chassis jedoch stellte sich als wenig konkurrenzfähig heraus und die Pirelli-bereiften Brabhams hatten zudem einen Nachteil gegenüber den Goodyear-Teams. Piquet gewann lediglich das Rennen in Le Castellet, dieser Sieg war zugleich der letzte für Brabham. Piquet errang diesen Sieg, obwohl er während des Rennens Verbrennungen an seinem Fuß erlitt, die durch auslaufendes Benzin verursacht wurden.

## Williams
1986 wechselte er überraschend von Brabham zu Williams-Honda. Dabei spielten auch finanzielle Gründe eine Rolle, wie Piquet freimütig bekannte: „Ich bekam von Bernie Ecclestone 1 Million Dollar und bat ihn um das Doppelte – immer noch viel weniger als Prost erhielt. Er bot mir 1,6 Millionen Dollar, plus tausend Dollar pro WM-Punkt und dachte es würde reichen, mich festzuhalten. Ich war nicht bereit darüber zu streiten, ging sofort zu Williams und sagte, ich sei zum Unterzeichnen bereit. Frank Williams’ Angebot betrug 3,3 Millionen Dollar plus zehntausend Dollar pro WM-Punkt.“ Ursprünglich von Frank Williams als Fahrer Nummer 1 engagiert, lieferte er sich zwei Jahre lang Duelle mit seinem Teamkollegen Nigel Mansell, der als Brite im britischen Williams-Team eine starke Position innehatte, wie Piquet nach seiner Ankunft feststellen musste. 1987 attackierte Piquet dabei Mansell auch abseits der Strecke in verschiedenen Interviews; neben wiederholten persönlichen Attacken (Piquet äußerte sich negativ und abfällig über Mansell sowie dessen Frau Roseanne) kritisierte er vor allem dessen angeblich mangelnden Fähigkeiten beim Testen und Abstimmen der Autos. 1986 gewann er das Auftaktrennen im brasilianischen Jacarepaguá und widmete diesen Sieg dem kurz zuvor schwer verunglückten Frank Williams. Beim Rennen in Ungarn gelang Piquet ein denkwürdiges Überholmanöver, als er am Ende der Zielgeraden den Kampflinie fahrenden Ayrton Senna außen überholte, sein übersteuerndes Auto dabei abfing und die Führung behauptete. Am Ende der Saison wurde er WM-Dritter, hätte aber mit einem Sieg im letzten Rennen die Meisterschaft noch gewinnen können. In einem dramatischen Saisonfinale in Adelaide hatten sowohl die beiden Williams-Piloten als auch McLaren-Pilot Alain Prost noch die Möglichkeit, den Titel zu erringen. Piquet wurde Zweiter knapp hinter Prost, der dadurch den Titel 1986 gewann.
Im Folgejahr hatte Piquet zu Beginn der Saison in Imola einen schweren Unfall in der Tamburello-Kurve (in der 1994 Ayrton Senna tödlich verunglückte). Hierdurch war er laut eigener Aussage gesundheitlich noch monatelang gehandicapt; er verlor 80 % seiner Tiefenwahrnehmung und litt unter Schlaflosigkeit. Diese Probleme verschwieg er dem Team, um seinen Platz zu wahren. Am Rennen in Imola nahm er auf Anraten von Chefarzt Sid Watkins nicht teil. Die Weltmeisterschaft in einem erneut von der Dominanz der Wagen mit Honda-Motor geprägten Jahr gewann er dennoch, und dies, obwohl Mansell 6 Siege im Saisonverlauf errang, während Piquet selbst nur dreimal siegte. Wie bereits im Vorjahr gewann er erneut die Rennen in Deutschland, Ungarn und Italien. Beim Rennen in Monza gewann Piquet auch dank der aktiven Radaufhängung, die an seinem Auto eingesetzt wurde. Piquet hatte diese im Gegensatz zum skeptischen Mansell eingesetzt. Trotz Mansells Siegen sicherte er sich seine dritte Weltmeisterschaft durch konstantes Punkten, während Mansell entscheidende Punkte durch riskante Manöver vergab, wie etwa eine Kollision mit Ayrton Senna beim Rennen in Spa-Francorchamps, die beide zur Aufgabe zwang, und einen Unfall beim Training in Suzuka International Racing Course. Befragt über seinen Sieg über Mansell kommentierte Piquet den Ausgang der Weltmeisterschaft süffisant: „Dies ist der Sieg des Glücks über die Dummheit.“

## Lotus, Benetton und Abschied aus der F1

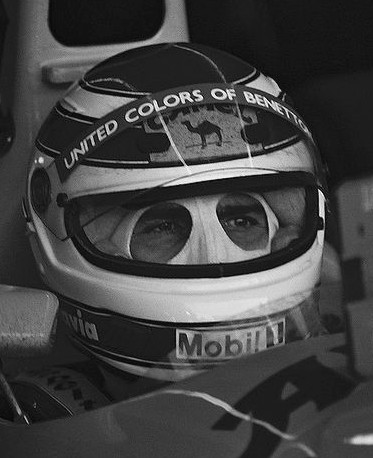
Piquet 1991, beim US-Grand Prix in Phoenix

1988 wechselte er nach der Trennung von Williams und Motorenlieferant Honda zu Lotus-Honda, wo er wiederum einen gutdotierten Zweijahresvertrag unterschrieb; dieser Wechsel bedeutete den Abstieg in seiner Karriere, denn beim stagnierenden Lotus-Team blieben ihm die früheren Erfolge versagt und er zählte nie mehr zu den Anwärtern auf den Weltmeistertitel. 2013 sagte er in einem Interview dazu: „Dem Lotus 100T mangelte es so sehr an Torsionsfestigkeit, dass es nicht mal den Versuch wert war, das Problem zu lösen.“ Piquets Reputation litt zusehends und in den folgenden Jahren wurde er vor allem von der britischen Presse heftig kritisiert. Der ehemalige Weltmeister und damalige TV-Kommentator James Hunt legte ihm Mitte 1989 in einer Kolumne öffentlich seinen Rücktritt nahe. Für die Saison 1990 unterschrieb Piquet stattdessen einen leistungsbezogenen Vertrag beim Benetton-Team, der ihm 100.000 Dollar pro WM-Punkt einräumte; Piquet fuhr eine starke Saison und gewann die beiden letzten WM-Läufe in Suzuka und Adelaide; am Ende der Saison war er Dritter in der Fahrerweltmeisterschaft. 1991 wechselte das Benetton-Team von Goodyear zu Pirelli und engagierte anstelle des verunglückten Alessandro Nannini Piquets Landsmann und Freund Roberto Moreno. Piquet errang beim Rennen im kanadischen Montreal seinen letzten Sieg. Ende 1991 verlängerte Benetton seinen Vertrag nicht mehr, nachdem Teamchef Flavio Briatore das junge Talent Michael Schumacher verpflichtet hatte.

## Indianapolis und Sportwagenrennen
Nach seiner Karriere in der Formel 1 wechselte Piquet in die Indy Car World Series. Dort verunglückte er 1992 beim Training zu den 500 Meilen von Indianapolis schwer und zog sich erhebliche Beinverletzungen zu. Eine geplante erneute Verpflichtung durch Benetton zerschlug sich so. 1993 bestritt er das Indianapolis 500. Er startete auf Platz 13, ein Motorschaden beendete sein Rennen aber nach nur 38 Runden.
Danach trat er nur noch in einigen Sportwagenrennen an. 1996 startete er neben Johnny Cecotto und Danny Sullivan bei den 24 Stunden von Le Mans in einem McLaren F1 GTR und belegte den achten Rang. Im Dezember des gleichen Jahres siegte er im McLaren F1 GTR gemeinsam mit Johnny Cecotto und Steve Soper bei den Mil Milhas Brasileiras. 2006 gewann er in einem Aston Martin DBR9 zusammen mit seinem Sohn Nelson Piquet junior, Christophe Bouchut und Hélio Castroneves die 50. Auflage der Mil Milhas Brasileiras.
Insgesamt errang Piquet 23 Grand-Prix-Siege und gewann 1981, 1983 und 1987 die Weltmeisterschaft. Er fuhr 204 Formel-1-Rennen und gehört damit zu den wenigen Fahrern, die mehr als 200 Grand Prix bestritten. Piquet war während seiner gesamten Karriere ein ausgesprochener Spezialist für Hochgeschwindigkeitsstrecken wie Monza, Zeltweg und Hockenheimring, den er einmal auch als seinen Lieblingskurs bezeichnete. Dagegen hatte er, anders als sein Landsmann Senna, eine ausgesprochene Abneigung gegen enge Stadtkurse wie Monaco und Detroit.

## Privates, Sonstiges
Piquet ist 1,74 m groß. In erster Ehe war er mit Maria Clara verheiratet (seit 1986 geschieden), inzwischen ist er mit Viviane verheiratet. Er hat sechs Kinder. Seine Söhne Nelson und Pedro sind ebenfalls Automobilrennfahrer. Seine Tochter Kelly war mit dem russischen Formel-1-Fahrer Daniil Kwjat liiert, mit dem sie ein Kind hat. Anfang 2021 wurde bekannt, dass sie mit dem Formel-1-Fahrer Max Verstappen liiert ist.
Piquet ist für seine offenherzige und teils auch provokante Art bekannt. Mit mehreren anderen erfolgreichen Fahrern, wie etwa Alan Jones, Nigel Mansell oder Ayrton Senna, verband ihn über die Jahre eine intensive Rivalität. Sowohl über Mansell wie auch über Senna äußerte er sich in persönlicher Weise negativ. Senna strengte deshalb 1986 eine Verleumdungsklage gegen Piquet an. Laut eigener Aussage in einem Interview mit der Zeitschrift F1 Racing im Juni 2008 waren seine Verbalattacken gegen Mansell allerdings nicht persönlich gemeint, sondern um die Rivalität zu intensivieren und das Williams-Team zu spalten. Nachdem James Hunt ihm in einer Kolumne in der britischen The Times Mitte 1989 den Rücktritt nahegelegt und gemutmaßt hatte, Piquet fahre inzwischen nur noch wegen des hohen Honorars, äußerte sich Piquet in rüder Weise über Hunt. Jahre später bestätigte Piquet allerdings indirekt Hunts Aussagen und gab in einem Interview zu, er sei nach seinem Unfall 1987 in Imola hauptsächlich für das Geld gefahren, da er sich von seinem Unfall nie ganz erholt habe. Beim Großen Preis von Deutschland 1982 machte Piquet Schlagzeilen, als er nach einer Kollision Eliseo Salazar körperlich attackierte, was live im Fernsehen zu sehen war.
Piquet gilt als einer der besten Formel-1-Fahrer; bei einer vom Magazin Autosport initiierten Umfrage unter 217 ehemaligen F1-Fahrern belegte er 2009 den 13. Rang.
Im Juli 2007 wurden Piquet und seiner Frau Viviane nach wiederholten Verstößen gegen die Verkehrsordnung ihre Führerscheine entzogen.
Im November 2013 musste Piquet sich einer Herzoperation unterziehen.
Im Juli 2022 wurden rassistische Äußerungen von Piquet in Bezug auf Lewis Hamilton bekannt, welche er im November 2021, bezüglich des Großen Preis von Großbritannien 2021 tätigte. Als Reaktion gab es viel Kritik, vor allem auch aus dem aktuellen Fahrerlager der Formel 1. Wenig später entschuldigte sich Piquet für die Aussage, wies zugleich aber ein rassistisches Motiv zurück und sah sich in den Medien falsch dargestellt. Als weitere Folge dieser Äußerungen wurde ihm die Ehrenmitgliedschaft beim Club der britischen Rennfahrer (BRDC) aberkannt.
Nach Piquet sind zwei Rennstrecken in Brasilien benannt.

## Statistik

### Karrierestationen
| - 1963–1973: Kartsport - 1974: Brasilianische Formel Super Vee (Platz 4) - 1975: Brasilianische Formel Super Vee (Platz 14) - 1977: Europäische Formel 3 (Platz 3) - 1977: Britische Vandervell Formel 3 (Platz 7) - 1978: Britische BP Formel 3 (Meister) - 1978: Britische Vandervell Formel 3 (Platz 2) - 1978: Formel 1 - 1979: Formel 1 (Platz 16) - 1979: Procar BMW M1 (Platz 7) | - 1980: Formel 1 (Platz 2) - 1980: Sportwagen-Weltmeisterschaft - 1981: Formel 1 (Weltmeister) - 1982: Formel 1 (Platz 11) - 1982: Australische Formel Pazifik - 1983: Formel 1 (Weltmeister) - 1984: Formel 1 (Platz 5) - 1985: Formel 1 (Platz 8) - 1986: Formel 1 (Platz 3) - 1987: Formel 1 (Weltmeister) | - 1988: Formel 1 (Platz 6) - 1989: Formel 1 (Platz 8) - 1990: Formel 1 (Platz 3) - 1991: Formel 1 (Platz 6) - 1992: PPG Indy Car World Series - 1993: PPG Indy Car World Series (Platz 55) - 1996: Globale GT-Meisterschaft (Platz 75) - 1997: Südamerikanische Formel 3 (Platz 15) - 2010: International GT Open, Super GT |

### Statistik in der Automobil-/Formel-1-Weltmeisterschaft
Diese Statistik umfasst alle Teilnahmen des Fahrers an der Formel-1-Weltmeisterschaft, die bis 1980 als Automobil-Weltmeisterschaft bezeichnet wurde.

#### Grand-Prix-Siege
| - 1980: USA West (Long Beach) - 1980: Niederlande (Zandvoort) - 1980: Italien (Imola) - 1981: Argentinien (Buenos Aires) - 1981: San Marino (Imola) - 1981: Deutschland (Hockenheim) - 1982: Kanada (Montréal) - 1983: Brasilien (Jacarepagua) | - 1983: Italien (Monza) - 1983: Europa (Brands Hatch) - 1984: Kanada (Montréal) - 1984: USA Ost (Detroit) - 1985: Frankreich (Le Castellet) - 1986: Brasilien (Jacarepagua) - 1986: Deutschland (Hockenheim) - 1986: Ungarn (Mogyoród) | - 1986: Italien (Monza) - 1987: Deutschland (Hockenheim) - 1987: Ungarn (Mogyoród) - 1987: Italien (Monza) - 1990: Japan (Suzuka) - 1990: Australien (Adelaide) - 1991: Kanada (Montréal) |

#### Gesamtübersicht
| Saison | Team                      | Chassis                    | Motor                | Rennen | Siege | Zweiter | Dritter | Poles | schn. Runden | Punkte  | WM-Pos. |
| ------ | ------------------------- | -------------------------- | -------------------- | ------ | ----- | ------- | ------- | ----- | ------------ | ------- | ------- |
| 1978   | Team Tissot Ensign        | Ensign N177                | Ford Cosworth 3.0 V8 | 1      | −     | −       | −       | −     | −            | −       | –       |
| 1978   | BS Fabrications           | McLaren M23                | Ford Cosworth 3.0 V8 | 3      | −     | −       | −       | −     | −            | −       | –       |
| 1978   | Parmalat Racing Team      | Brabham BT46               | Alfa Romeo 3.0 B12   | 1      | −     | −       | −       | −     | −            | −       | –       |
| 1979   | Parmalat Racing Team      | Brabham BT46 / BT48 / BT49 | Alfa Romeo 3.0 B12   | 15     | −     | −       | −       | −     | 1            | 3       | 16.     |
| 1980   | Parmalat Racing Team      | Brabham BT49               | Ford Cosworth 3.0 V8 | 14     | 3     | 2       | 1       | 2     | 1            | 54      | 2.      |
| 1981   | Parmalat Racing Team      | Brabham BT49C              | Ford Cosworth 3.0 V8 | 15     | 3     | 1       | 3       | 4     | 1            | 50      | 1.      |
| 1982   | Parmalat Racing Team      | Brabham BT49D              | Ford Cosworth 3.0 V8 | 2      | −     | −       | −       | −     | −            | −       | 11.     |
| 1982   | Parmalat Racing Team      | Brabham BT50               | BMW 1.5 L4 Turbo     | 12     | 1     | 1       | −       | 1     | 2            | 20      | 11.     |
| 1983   | Fila Sport                | Brabham BT52 / BT52B       | BMW 1.5 L4 Turbo     | 15     | 3     | 3       | 2       | 1     | 4            | 59      | 1.      |
| 1984   | MRD International         | Brabham BT53               | BMW 1.5 L4 Turbo     | 16     | 2     | 1       | 1       | 9     | 3            | 29      | 5.      |
| 1985   | Motor Racing Developments | Brabham BT54               | BMW 1.5 L4 Turbo     | 16     | 1     | 1       | −       | 1     | −            | 21      | 8.      |
| 1986   | Canon Williams Honda      | Williams FW11              | Honda 1.5 V6 Turbo   | 16     | 4     | 3       | 3       | 2     | 7            | 69      | 3.      |
| 1987   | Canon Williams Honda      | Williams FW11B             | Honda 1.5 V6 Turbo   | 15     | 3     | 7       | 1       | 4     | 4            | 76 (73) | 1.      |
| 1988   | Camel Team Lotus Honda    | Lotus 100T                 | Honda 1.5 V6 Turbo   | 16     | −     | −       | 3       | −     | −            | 22      | 6.      |
| 1989   | Camel Team Lotus          | Lotus 101                  | Judd 3.5 V8          | 15     | −     | −       | −       | −     | −            | 12      | 8.      |
| 1990   | Benetton Formula          | Benetton B189B / B190      | Ford 3.5 V8          | 16     | 2     | 1       | 1       | −     | −            | 44 (43) | 3.      |
| 1991   | Camel Benetton Ford       | Benetton B190B / B191      | Ford 3.5 V8          | 16     | 1     | −       | 2       | −     | −            | 26,5    | 6.      |
| Gesamt | Gesamt                    | Gesamt                     | Gesamt               | 204    | 23    | 20      | 17      | 24    | 23           | 485,5   |         |

#### Einzelergebnisse
| Saison | 1   | 2   | 3   | 4   | 5   | 6   | 7   | 8   | 9   | 10  | 11  | 12  | 13  | 14  | 15  | 16 |
| ------ | --- | --- | --- | --- | --- | --- | --- | --- | --- | --- | --- | --- | --- | --- | --- | -- |
| 1978   |     |     |     |     |     |     |     |     |     |     |     |     |     |     |     |    |
|        |     |     |     |     |     |     |     |     |     | DNF | DNF | DNF | 9   |     | 11  |    |
| 1979   |     |     |     |     |     |     |     |     |     |     |     |     |     |     |     |    |
| DNF    | DNF | 7   | 8   | DNF | DNF | DNF | DNF | DNF | 12* | DNF | 4   | DNF | DNF | DNF |     |    |
| 1980   |     |     |     |     |     |     |     |     |     |     |     |     |     |     |     |    |
| 2      | DNF | 4   | 1   | DNF | 3   | 4   | 2   | 4   | 5   | 1   | 1   | DNF | DNF |     |     |    |
| 1981   |     |     |     |     |     |     |     |     |     |     |     |     |     |     |     |    |
| 3      | 12  | 1   | 1   | DNF | DNF | DNF | 3   | DNF | 1   | 3   | 2   | 6*  | 5   | 5   |     |    |
| 1982   |     |     |     |     |     |     |     |     |     |     |     |     |     |     |     |    |
| DNF    | DSQ | DNF |     | 5   | DNF | DNQ | 1   | 2   | DNF | DNF | DNF | DNF | 4   | DNF | DNF |    |
| 1983   |     |     |     |     |     |     |     |     |     |     |     |     |     |     |     |    |
| 1      | DNF | 2   | DNF | 2   | 4   | 4   | DNF | 2   | 13  | 3   | DNF | 1   | 1   | 3   |     |    |
| 1984   |     |     |     |     |     |     |     |     |     |     |     |     |     |     |     |    |
| DNF    | DNF | 9*  | DNF | DNF | DNF | 1   | 1   | DNF | 7   | DNF | 2   | DNF | DNF | 3   | 6   |    |
| 1985   |     |     |     |     |     |     |     |     |     |     |     |     |     |     |     |    |
| DNF    | DNF | 8   | DNF | DNF | 6   | 1   | 4   | DNF | DNF | 8   | 2   | 5   | DNF | DNF | DNF |    |
| 1986   |     |     |     |     |     |     |     |     |     |     |     |     |     |     |     |    |
| 1      | DNF | 2   | 7   | DNF | 3   | DNF | 3   | 2   | 1   | 1   | DNF | 1   | 3   | 4   | 2   |    |
| 1987   |     |     |     |     |     |     |     |     |     |     |     |     |     |     |     |    |
| 2      | DNS | DNF | 2   | 2   | 2   | 2   | 1   | 1   | 2   | 1   | 3   | (4) | 2   | 15* | DNF |    |
| 1988   |     |     |     |     |     |     |     |     |     |     |     |     |     |     |     |    |
| 3      | 3   | DNF | DNF | 4   | DNF | 5   | 5   | DNF | 8   | 4   | DNF | DNF | 8   | DNF | 3   |    |
| 1989   |     |     |     |     |     |     |     |     |     |     |     |     |     |     |     |    |
| DNF    | DNF | DNF | 11  | DNF | 4   | 8   | 4   | 5   | 6   | DNQ | DNF | DNF | 8   | 4   | DNF |    |
| 1990   |     |     |     |     |     |     |     |     |     |     |     |     |     |     |     |    |
| 4      | 6   | 5   | DSQ | 2   | (6) | 4   | 5   | DNF | 3   | 5   | 7   | 5   | DNF | 1   | 1   |    |
| 1991   |     |     |     |     |     |     |     |     |     |     |     |     |     |     |     |    |
| 3      | 5   | DNF | DNF | 1   | DNF | 8   | 5   | DNF | DNF | 3   | 6   | 5   | 11  | 7   | 4   |    |

| Legende  | Legende            | Legende                                                          |
| Farbe    | Abkürzung          | Bedeutung                                                        |
| -------- | ------------------ | ---------------------------------------------------------------- |
| Gold     | –                  | Sieg                                                             |
| Silber   | –                  | 2. Platz                                                         |
| Bronze   | –                  | 3. Platz                                                         |
| Grün     | –                  | Platzierung in den Punkten                                       |
| Blau     | –                  | Klassifiziert außerhalb der Punkteränge                          |
| Violett  | DNF                | Rennen nicht beendet (did not finish)                            |
| Violett  | NC                 | nicht klassifiziert (not classified)                             |
| Rot      | DNQ                | nicht qualifiziert (did not qualify)                             |
| Rot      | DNPQ               | in Vorqualifikation gescheitert (did not pre-qualify)            |
| Schwarz  | DSQ                | disqualifiziert (disqualified)                                   |
| Weiß     | DNS                | nicht am Start (did not start)                                   |
| Weiß     | WD                 | zurückgezogen (withdrawn)                                        |
| Hellblau | PO                 | nur am Training teilgenommen (practiced only)                    |
| Hellblau | TD                 | Freitags-Testfahrer (test driver)                                |
| ohne     | DNP                | nicht am Training teilgenommen (did not practice)                |
| ohne     | INJ                | verletzt oder krank (injured)                                    |
| ohne     | EX                 | ausgeschlossen (excluded)                                        |
| ohne     | DNA                | nicht erschienen (did not arrive)                                |
| ohne     | C                  | Rennen abgesagt (cancelled)                                      |
| ohne     | keine WM-Teilnahme |                                                                  |
| sonstige | P/fett             | Pole-Position                                                    |
| sonstige | 1/2/3/4/5/6/7/8    | Punktplatzierung im Sprint-/Qualifikationsrennen                 |
| sonstige | SR/kursiv          | Schnellste Rennrunde                                             |
| sonstige | *                  | nicht im Ziel, aufgrund der zurückgelegten Distanz aber gewertet |
| sonstige | ()                 | Streichresultate                                                 |
| sonstige | unterstrichen      | Führender in der Gesamtwertung                                   |

### Le-Mans-Ergebnisse
| Jahr | Team                     | Fahrzeug       | Teamkollege    | Teamkollege    | Platzierung | Ausfallgrund |
| ---- | ------------------------ | -------------- | -------------- | -------------- | ----------- | ------------ |
| 1996 | Team Bigazzi SRL         | McLaren F1 GTR | Johnny Cecotto | Danny Sullivan | Rang 8      |              |
| 1997 | BMW Schnitzer Motorsport | McLaren F1 GTR | Steve Soper    | JJ Lehto       | Ausfall     | Unfall       |